# تاس‌ماهی ایرانی
تاس‌ماهی ایرانی یا قره برون (از ترکی به معنای سیاه دماغ) (نام علمی: Acipenser persicus) نام یک گونه از تیره ماهیان خاویاری است.